# Martin Bukata
Martin Bukata (* 2. října 1993, Košice) je slovenský fotbalový záložník, od ledna 2019působící v MFK Karviná. Je bývalým slovenským reprezentantem. Jeho oblíbeným klubem je katalánský klub FC Barcelona, oblíbeným fotbalistou španělský záložník Andrés Iniesta.

## Klubová kariéra
Svoji fotbalovou kariéru začal v MFK Košice (nyní FC VSS Košice).

### FC VSS Košice
Před jarní částí sezony 2011/12 se propracoval do prvního mužstva. V ročníku 2013/14 vyhrál s Košicemi slovenský fotbalový pohár, ve finále 1. května 2014 jeho mužstvo porazilo ŠK Slovan Bratislava 2:1, Bukata dal vítězný gól a byl vyhlášen mužem zápasu. Díky triumfu v poháru hrál s Košicemi ve 2. předkole Evropské ligy UEFA 2014/15 proti FC Slovan Liberec.
Podle některých zpráv odešel na podzim 2015 z Košic do polského prvoligového klubu Piast Gliwice, tou dobou vedoucího týmu Ekstraklasy 2015/16 vedeného trenérem Radoslavem Látalem, který Bukatu trénoval v Košicích. Podle všeho mu měla běžet výpovědní lhůta vůči klubu, v říjnu 2015 ještě hrál soutěžní zápas ve slovenské druhé lize. Ke své situaci a možnému odchodu do Gliwic poznamenal: Môj prípad je v štádiu riešenia, zatiaľ neviem, ako to celé dopadne. Bol som sa pozrieť v Gliwiciach, ale doteraz som trénoval len v Košiciach. (Můj případ se řeší, zatím nevím, jak to celé dopadne. Byl jsem se podívat v Gliwicích, ale dosud jsem trénoval jen v Košicích.) V listopadu 2015 odvolací komise Slovenského fotbalového svazu zrušila jeho výpovědní lhůtu, což v praxi znamenalo, že Bukata byl nadále hráčem FC VSS Košice, kde měl platnou smlouvu do léta 2017, a nemohl svévolně odejít. Celkem za tým odehrál 88 utkání, ve kterých vsítil 4 góly.

### Piast Gliwice
V lednu 2016 se již přestup do polského klubu Piast Gliwice realizoval a hráč podepsal s týmem kontrakt do konce ročníku 2017/18.

#### Sezona 2015/16
V Ekstraklase za Piast debutoval v ligovém utkání 22. kola (13. 2. 2016) proti Górniku Łęczna (remíza 1:1), když v 62. minutě vystřídal Macieje Jankowského. Celkem v ročníku 2015/16 odehrál 14 utkání, gól nevstřelil. V sezóně s týmem dosáhl historického umístění, když Piast skončil na druhé příčce ligové tabulky a kvalifikoval se do druhého předkola Evropské ligy UEFA.

#### Sezona 2016/17
S Piastem se představil ve 2. předkole Evropské ligy UEFA, kde klub narazil na švédský tým IFK Göteborg, kterým byl po prohře 0:3 a remíze 0:0 vyřazen.

### Benevento Calcio
V létě 2018 přestoupil do klubu Benevento Calcio ve druhé italské lize, kde podepsal tříletý kontrakt. V týmu nehrál ani v jediném soutěžním utkání, zpočátku měl zdravotní problémy, ale neprosadil se ani po uzdravení.

### MFK Karviná
Po půlroce odešel z Itálie jako volný hráč a přestoupil do MFK Karviná.

## Klubové statistiky
Aktuální k 28. květnu 2016
| Sezona  | Klub          | Soutěž       | Zápasy | Góly |
| ------- | ------------- | ------------ | ------ | ---- |
| 2011/12 | MFK Košice    | Corgoň liga  | 6      | 0    |
| 2012/13 | MFK Košice    | Corgoň liga  | 26     | 2    |
| 2013/14 | MFK Košice    | Corgoň liga  | 28     | 1    |
| 2014/15 | MFK Košice    | Fortuna liga | 19     | 0    |
| 2015/16 | FC VSS Košice | DOXXbet liga | 9      | 1    |
| 2015/16 | Piast Gliwice | Ekstraklasa  | 14     | 0    |

## Reprezentační kariéra
Martin Bukata je bývalým mládežnickým reprezentantem Slovenska. Nastupoval za výběry do 19 a 21 let. V lednu 2017 odehrál dva zápasy za reprezentační A-tým.